# Colostethus cepedai
Allobates cepedai là một loài ếch thuộc họ Dendrobatidae.
Đây là loài đặc hữu của Colombia.
Môi trường sống tự nhiên của chúng là sông ngòi.